# Saint-Satur
Saint-Satur é uma comuna francesa na região administrativa do Centro, no departamento Cher. Estende-se por uma área de 7,85 km². Em 2010 a comuna tinha 1 462 habitantes (densidade: 186,2 hab./km²).